# Alexandre Gaydamak
Alexandre "Sacha" Gaydamak (en hebreo: אלכסנדר גאידמק; Francia, mayo de 1976) es un empresario franco-israelí. Miembro de la acaudalada familia Gaydamak, es el único hijo de Arcadi Gaydamak.

## Vida empresarial
En enero de 2006 anunció que seguía a su padre en la propiedad de un club de fútbol de asociación al convertirse en copropietario del Portsmouth F.C. de la Premier League con Milan Mandarić.
Su padre era el propietario del Beitar Jerusalén israelí. En julio de 2006, Alexandre Gaydamak se convirtió en el único propietario del Portsmouth, aunque Mandarić permaneció en el club como presidente no ejecutivo hasta finales de ese año. Gaydamak es propietario de una empresa con sede en Luxemburgo, Belvia SARL, y de una empresa de las Islas Vírgenes Británicas, Devondale Investments, que era propietaria del Portsmouth F.C.
El 21 de julio de 2009, Gaydamak aceptó vender en principio el Portsmouth F.C. a Sulaiman Al Fahim, por lo que abandonó el consejo de administración. Siguió siendo el propietario del club hasta que se ultimaron los detalles de la venta el 8 de junio de 2009.
Se ha alegado que Gaydamak despojó al Portsmouth F.C. de sus activos antes de esta venta y, sin embargo, sigue manteniendo una reclamación, que se dice que es de 32 000 000 de libras, contra el club como acreedor a pesar de las enormes deudas del club. Las investigaciones sobre estas acusaciones están en curso.
El 22 de octubre de 2010, la perspicacia empresarial de Gaydamak quedó en entredicho después de que se informara de que había exigido un pago a su antiguo club, el Portsmouth, por un importe aparente de 2,5 millones de libras. Al parecer, no estaba seguro de que se le devolviera la deuda impagada. El caso se hizo más embarazoso después de que el Portsmouth F.C. recibiera varias veces la confirmación por parte del propio Gaydamak de que los términos estaban acordados y que era un acreedor garantizado, lo que significa que no sólo se le pagaría en su totalidad, sino que también se le pagaría antes que a muchos acreedores no garantizados, que sólo reciben el 20% de cualquier deuda.